# Stefanos Tsitsipas
Stefanos Tsitsipas (græsk: Στέφανος Τσιτσιπάς, født 12. august 1998 i Athen, Grækenland) er en professionel mandlig tennisspiller fra Grækenland.